# Belenois creona
Belenois creona, ou alcaparra africana, é uma borboleta da família Pieridae. Encontra-se na região afro-tropical.

## Descrição
A envergadura é de cerca de 40-45 milímetros. Os sexos são dimórficos .

### Machos
Os lados superiores são brancos com bordas e veias marginais pretas ou marrons em um ápice anterior.  Uma mancha preta existe na parte superior, em vez de uma barra, como na branco com veios marrons (B. aurota).

### Fêmeas
As fêmeas têm bordas escuras superiores em ambas as asas. A parte inferior das asas são amarelas durante a estação chuvosa.

## Ecologia
As larvas se alimentam de espécies de Capparis e Maerua.

## Subespécies
As seguintes sub-espécies são reconhecidas:
- B. c. creona (Senegal para a Nigéria, Sudão, leste da Etiópia)
- B. c. benadirensis (na Somália)
- B. c. boguensis Etiópia
- B. c. elisa (nas Comores)
- B. c. Leucogyne (na Península Arábica)
- B. c. prorsus (em Madagáscar)
- B. c. severina (África do Sul para a África Oriental, República Democrática do Congo)